# وسام كرونيان
وسام كرونيان (بالإنجليزية: Croonian Medal)‏ هي جائزة مرموقة تُمنح بناءً على دعوة من الجمعية الملكية في لندن وكلية الأطباء الملكية.
أصبح وليام كرون زميلًا أصليًا للجمعية الملكية في مايو 1663، من بين أوراق وليام كرون عند وفاته عام 1684، خطة لمنح محاضرة واحدة في كل من الجمعية الملكية وكلية الأطباء الملكية، قدمت زوجته الوصية في عام 1701، موضحةً أنها كانت «لدعم محاضرة وتجربة توضيحية لتقدُم المعرفة الطبيعية في الحركة المحلية، أو مواضيع أخرى، في رأي الرئيس في ذلك الوقت ينبغي أن تكون أكثر فائدة في الترويج للأشياء التي تأسست الجمعية الملكية من أجلها». كان من المقرر أن يلقي زميل في كلية الأطباء الملكية محاضرة واحدة حول طبيعة وقوانين الحركة العضلية التي سيتم تقديمها أمام الجمعية الملكية، بدأت سلسلة محاضرات الجمعية الملكية عام 1738 ومحاضرات كلية الأطباء الملكية عام 1749.